# Black River (Mauritius)
Koordinaten: 20° 20′ S, 57° 25′ O
Black River (französisch Rivière Noire) ist ein Bezirk von Mauritius auf der Westseite der Insel. Eine Touristenattraktion sind die Tamarin-Fälle. Die Bezirkshauptstadt ist Bambous. Davor war es Tamarin. Seiner Fläche nach ist es der drittgrößte Bezirk von Mauritius, aber der kleinste in Bezug auf die Bevölkerung. Das Gebiet besticht durch seine auf Mauritius einzigartigen tropischen Wälder, einschließlich derjenigen am Black-River-Pass.

## Gemeinden
Mauritius ist zu Verwaltungszwecken in Gemeinden („Village Council Areas“) (VCA) eingeteilt. Die folgende Tabelle nennt die VCA die (zumindest teilweise) im Distrikt Black River liegen. Die Grenzen der Distrikte sind nicht deckungsgleich mit denen der Gemeinden. Gemeinden sind daher teilweise zwei oder drei Distrikten zugeordnet. Im Distrikt Black River liegen 13 Gemeinden (VCA) und zwei Stadtteile (Ward).
| Nr.  | Ortsname                             | Abgrenzung                      |
| ---- | ------------------------------------ | ------------------------------- |
| 1901 | Bambous VCA                          | 0                               |
| 1902 | Cascavelle VCA                       | Ost im Distrikt Plaines Wilhems |
| 1903 | Case Noyale VCA                      | 0                               |
| 1904 | Chamarel VCA                         | Ost im Distrikt Savanne         |
| 1905 | Flic en Flac VCA                     | 0                               |
| 1906 | Grande Rivière Noire VCA             | 0                               |
| 1907 | Gros Cailloux VCA                    | 0                               |
| 1908 | Petite Rivière VCA                   | 0                               |
| 1909 | Tamarin VCA                          | 0                               |
| 1910 | Albion VCA                           | 0                               |
| 1911 | La Gaulette VCA                      | 0                               |
| 1912 | Le Morne VCA                         | 0                               |
| 1913 | Richelieu VCA                        | 0                               |
| 1923 | Town of Quatre-Bornes (Ward 3, West) | Ost im Distrikt Plaines Wilhems |
| 1924 | Town of Port-Louis (Ward 1, West)    | Ost im Distrikt Port Louis      |

## Tourismus
Inzwischen sind mehrere Fischerdörfer wie Flic-en-Flac, Tamarin und Le Morne zu touristischen Orten umgewandelt worden. Tamarin ist das einzige Gebiet, in dem das Surfen während der Monate Juli und August möglich ist. Flic-en-Flac besitzt den längsten Strand der Insel. Le Morne gelangte zu trauriger Berühmtheit, als sich während der Kolonialzeit entflohene Sklaven zunächst am benachbarten Berg versteckten und schließlich wegen fehlender Fluchtmöglichkeit Suizid begingen.
Le Morne ist heute ein beliebtes Gebiet für Kite- und Windsurfer.